# Thierno Faty Sow
Thierno Faty Sow (Thiès, 23 december 1941 – Dakar, 6 december 2009) was een Senegalees filmregisseur.
Faty Sow was vooral bekend als medewerker van zijn vriend Ousmane Sembène bij diens vierde speelfilm, Camp de Thiaroye (1987) waarvoor hij ook de dialogen schreef. Ze kregen beiden de "Grote Prijs van de jury" op het Filmfestival van Venetië in 1988.
Naast regisseur was hij soms acteur. Zo speelde hij een rolletje in La Nuit africaine, een televisiefilm van Gaston Kaboré en Gérard Guillaume (1990), en de rol van Benoît in Guelwaar (1992) van Ousmane Sembène.
Hij overleed enkele weken voor zijn 68e verjaardag, en werd in zijn geboorteplaats begraven.

## Filmografie
- 1970 - La journée de Djibril N'Diaye
- 1970 - Guereo, village de Djibril N'Diaye
- 1974 - L'Option (Mon beau pays)
- 1977 - Exode rural
- 1977 - Education sanitaire
- 1977 - Feux de brousse
- 1977 - Sunu koppe
- 1981 - L'Œil
- 1987 - Camp de Thiaroye